# Абишев, Жанторе Нурланович
Жанторе Нурланович Абишев (каз. Жантөре Нұрланұлы Әбішев; 18 марта 1936 — 23 сентября 1999) — советский и казахстанский учёный-металлург, доктор технических наук (1983), профессор (1987), член-корреспондент Академии наук Казахстана (1983), Заслуженный изобретатель Республики Казахстан (1994).

## Биография
Жанторе Абишев родился 18 марта 1936 года в Тельманском районе Карагандинской области. Происходит из подрода тока рода куандык племени аргын. В 1952 году окончил с отличием карагандинскую школу № 20. Поступил на металлургический факультет Казахского горно-металлургического института. В 1957 году окончил вуз и был направлен на работу в Карагандинский научно-исследовательский угольный институт, переданный в 1959 году в состав Химико-металлургического института АН КазССР. В 1967—1972 годах работал заместителем директора института по научной работе. С 1972 по 1992 год — директор Химико-металлургического института.
Основные научные труды — в области металлургии цветных и редких металлов. Разработал технологию обогащения пиритсодержащего полиметаллического сырья термомагнитным способом и автоклавного обескремнивания высококремнистых сульфидных материалов. Имеет 50 авторских свидетельств и патентов. Награждён орденом «Знак почёта».
В 2001 году посмертно награждён Государственной премией Республики Казахстан в области науки и техники совместно с авторским коллективом за работу 1983-2000 годов «Разработка технологий и организация производств по переработке техногенного сырья с выпуском продукции, соответствующей мировому уровню: ферросиликоалюминия (впервые в мире) и чистых сортов серной кислоты»

## Память
Постановлением Кабинета Министров Республики Казахстан № 1576 от 20 октября 2000 года Химико-металлургическому институту было присвоено имя Жанторе Абишева.

## Сочинения
- Магнитные сульфиды железа (Проблемы комплексной переработки пиритсодержащего сырья), А.-А., 1981 (соавт.);
- Щелочное обескремнивание сырья, А.-А., 1984 (соавт.);
- Использование электроимпульсной дезинтеграции в технологии получения дисульфида молибдена из казахстанского сырья, Караганда, 1995.